# والداس آدامکوس
والداس آدامکوس (انگلیسی: Valdas Adamkus؛ زاده ۳ نوامبر ۱۹۲۶) یک سیاست‌مدار اهل لیتوانی است. وی در مجموع دو دوره، بین سال‌های ۱۹۹۸ تا ۲۰۰۳ و ۲۰۰۴ تا ۲۰۰۹ رئیس‌جمهور لیتوانی بود.